# 大高山 (群馬県・長野県)
大高山（おおたかやま）は、群馬県吾妻郡中之条町と長野県下高井郡山ノ内町に跨る山。標高2,079.6メートル。
志賀高原の南に位置しており、周辺には東に高沢山（1,906メートル）、西にダン沢ノ頭（2,040.5メートル）、北西に岩菅山（2,295.3メートル）など複数のピークがあって、周辺の縦走路は1958年（昭和33年）に長野電鉄スキー登山部などが切り開いたという。山頂から西側に稜線を降ると「五三郎小屋」と呼ばれる避難小屋もあるが、荒廃している。